# Ansbašské knížectví
Ansbašské knížectví (německy Fürstentum Ansbach) neboli (Braniborsko-)ansbašské markrabství (německy Markgrafschaft Brandenburg-Ansbach) byl německý stát Svaté říše římské od 14. do konce 18. století, jednalo se o bezprostřední říšské knížectví s centrem ve franckém městě Ansbach. Knížata dynastie Hohenzollernů se v zemi titulovala jako markrabata. Přestože se knížectví tímto definovalo jako markrabství, nikdy nebylo skutečnou markou (pohraničním územím při hranici říše), hohenzollernská knížata si titul tradičně přivlastňovala od jiných svých držav.
Stát zanikl v roce 1791, kdy tehdy vládnoucí kníže-markrabě Kristián Alexandr prodal obě svá knížectví (tím druhým bylo braniborsko-kulmbašské) pruskému králi Fridrichu Vilémovi II., protože neměl vlastních potomků, kteří by se mohli stát jeho dědici, zatímco pruský král byl nejen jeho příbuzným, ale i hlavou rodu Hohenzollernů, sám se poté přestěhoval do Anglie se svou druhou anglickou manželkou. Knížectví bylo formálně anektováno 28. ledna 1792.

## Galerie

Původní znak Ansbašského nížectví
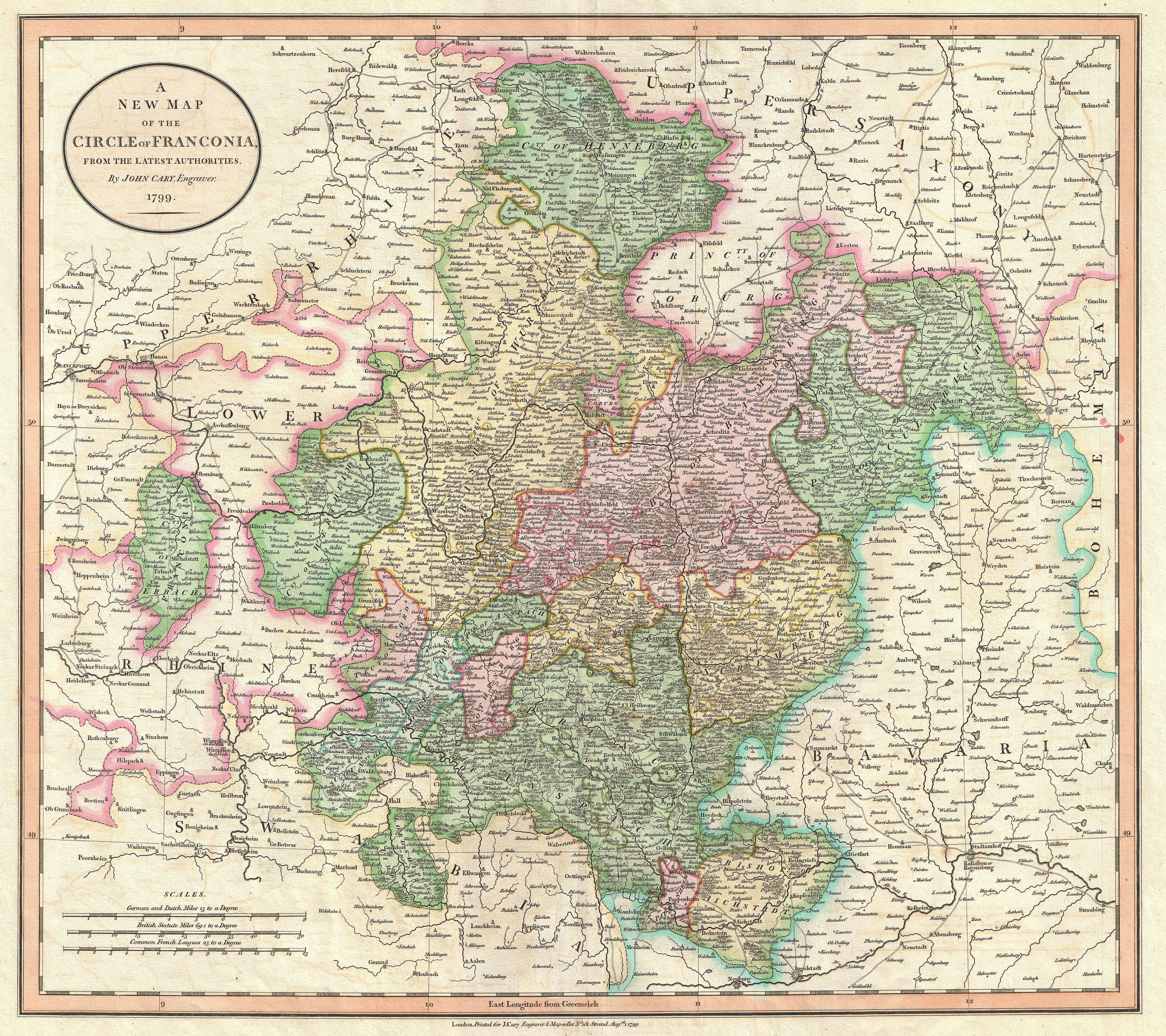
Ansbašské knížectví (zeleně) na historické mapě Franckého kraje, 1799
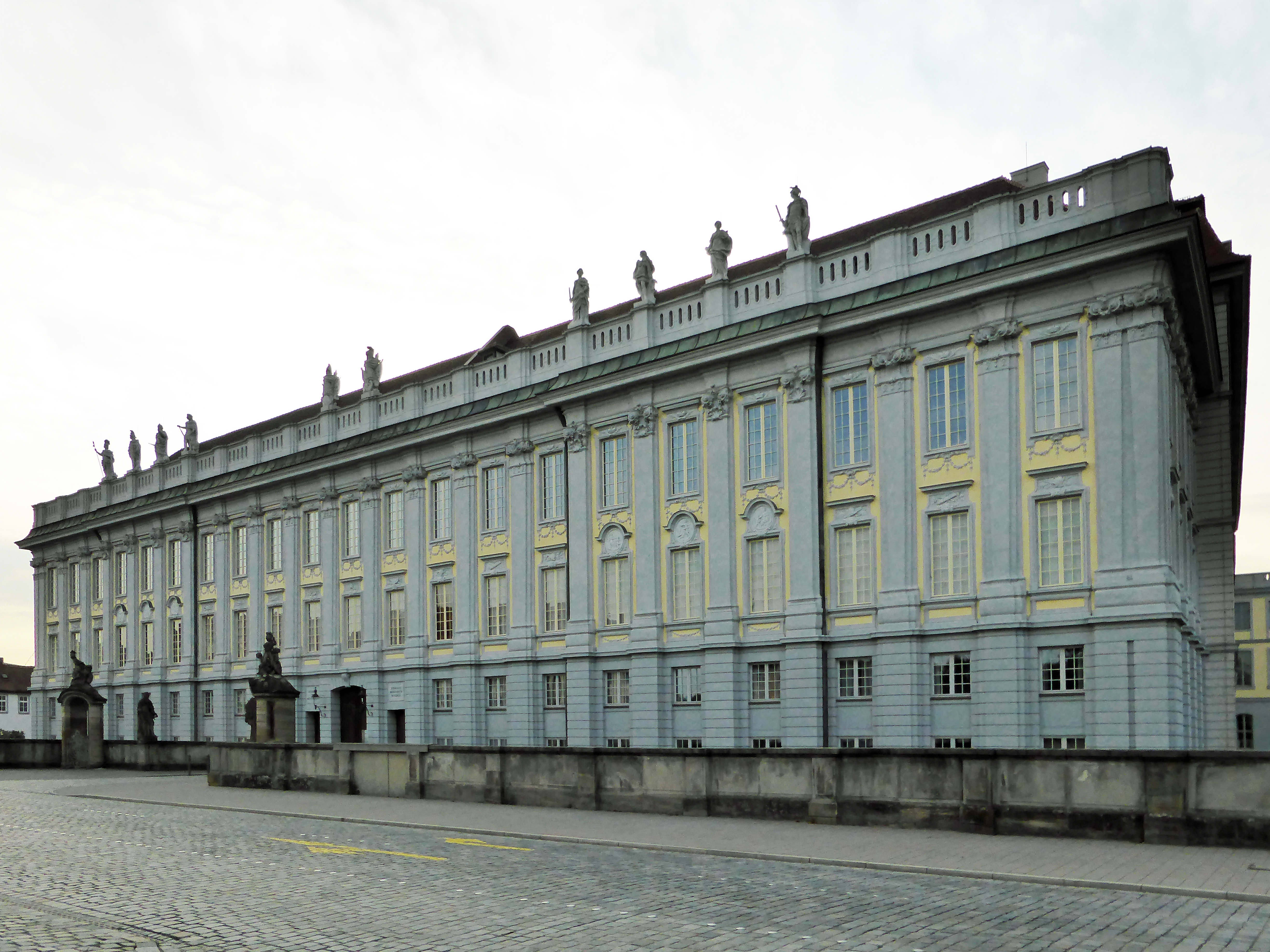
Ansbašský palác
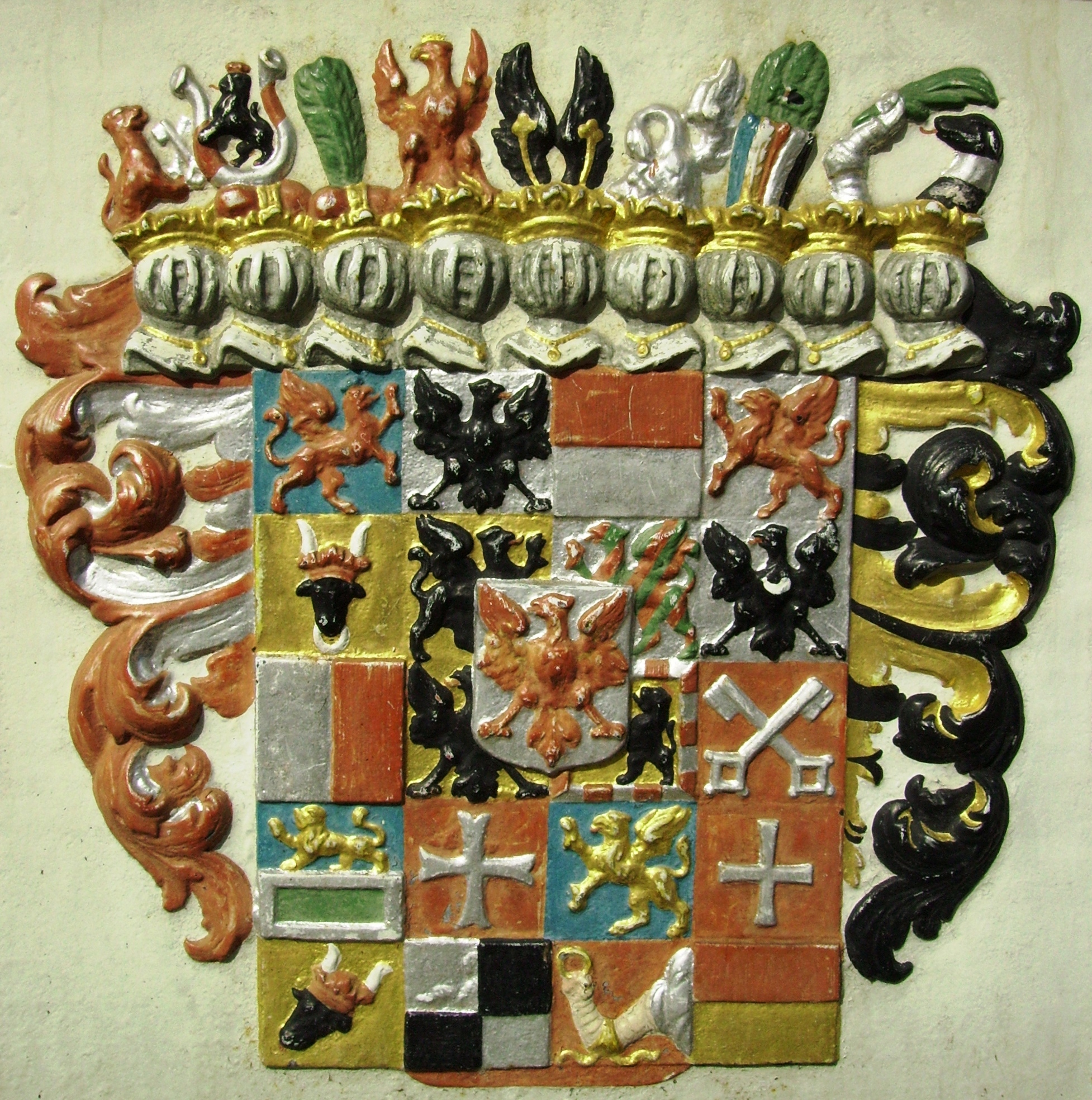
Znak markraběte na fontáně ve Feuchtwangeru, 1727
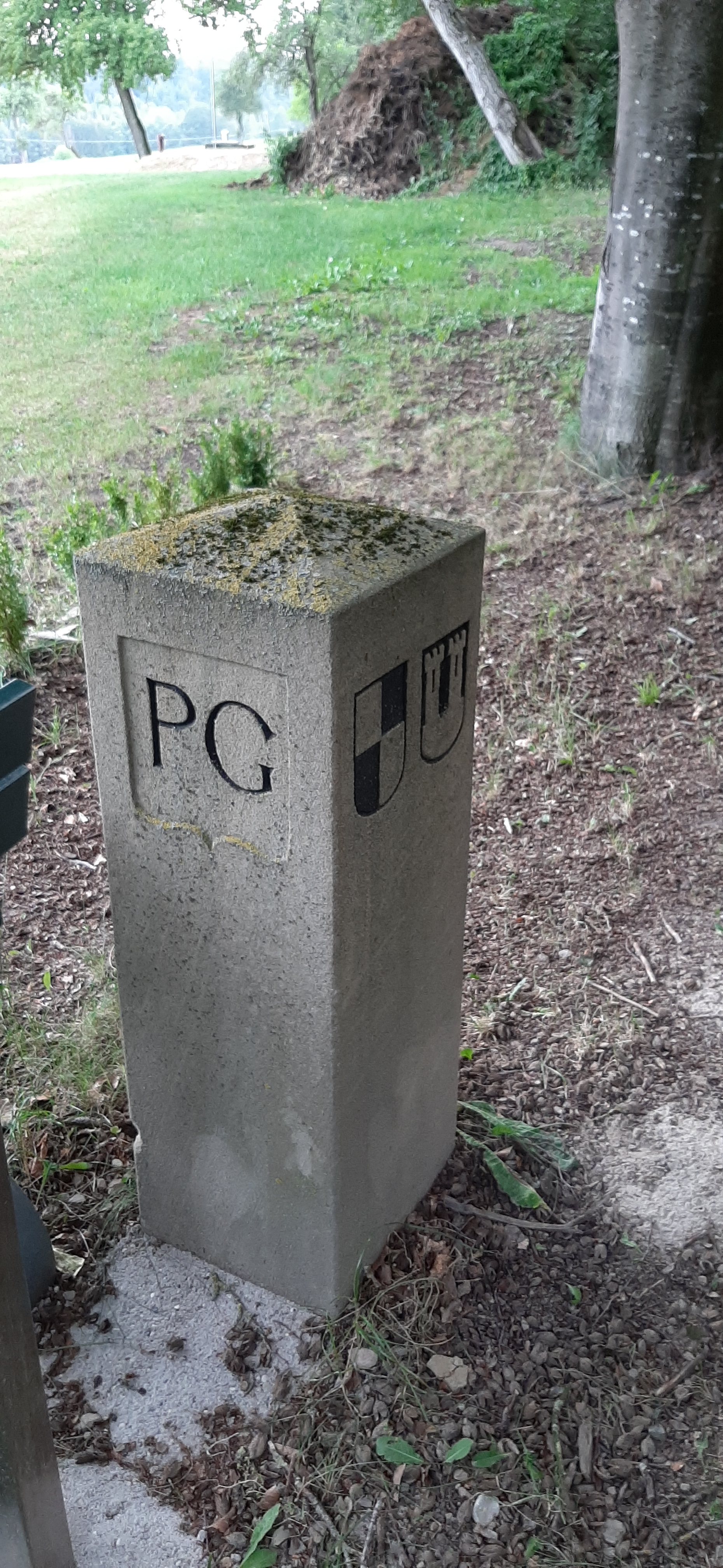
Pohraniční sloupek z roku 1804, rekonstruován v roce 2013